# Luisa Iovane
Luisa Iovane (Venezia, 27 giugno 1960) è un'arrampicatrice e alpinista italiana.
Ha praticato le competizioni di difficoltà, l'arrampicata in falesia e le vie lunghe.
È stata una delle migliori atlete italiane nelle gare internazionali di difficoltà, ad oggi l'unica ad avere vinto una prova di Coppa del Mondo.

## Biografia
Figlia di un padre appassionato di montagna ha cominciato a praticare l'alpinismo fin da giovane, a frequentare il Club Alpino Italiano e a compiere le prime salite in Dolomiti. Nel 1978, intenta a compiere arrampicate con gli amici di Mestre, incontra a Passo Sella gli austriaci Luggi Rieser, Reinhard Schiestl e  Heinz Mariacher: con quest'ultimo, comincia a scalare assieme, divenendo una coppia fissa in montagna e nella vita. Nel 1984 ha salito i primi 7b ad Arco, nel 1985 il 7c e l'anno dopo l'8a. Nel frattempo ha partecipato alle prime esperienze di competizioni di arrampicata (Sportroccia 85), fino ad arrivare alla prima edizione della Coppa del mondo nel 1989.
Oltre che arrampicatrice Luisa è laureata in geologia.

## Palmarès

### Coppa del mondo
|      | 1989 | 1990 | 1991 | 1992 | 1993 | 1994 | 1995 | 1996 | 1997 | 1998 | 1999 | 2000 | 2001 | 2002 | 2003 | 2004 | 2005 |
| ---- | ---- | ---- | ---- | ---- | ---- | ---- | ---- | ---- | ---- | ---- | ---- | ---- | ---- | ---- | ---- | ---- | ---- |
| Lead | 2    | 5    | 5    | 6    | 8    | 18   | 23   | 12   | 14   | 5    | 14   | 42   | 33   | 24   | 39   | 29   | 87   |

### Campionato del mondo
|      | 1991 | 1993 | 1995 | 1997 | 1999 | 2001 | 2003 | 2005 |
| ---- | ---- | ---- | ---- | ---- | ---- | ---- | ---- | ---- |
| Lead | 9    | 7    |      | 8    | 32   |      |      | 53   |

## Falesia

### Lavorato
- 8a+
  - Doping - Val San Nicolò (ITA) - 1998
- 8a/5.13b:
  - Cesarline - Val San Nicolò (ITA) - 1994
  - Vision Thing - Rifle (USA) - 1994
  - El Somaro - Lumignano (ITA) - 1990
  - ExExpress - Val di Gresta (ITA) - 1990
  - Comeback - Val San Nicolò (ITA) - 1986

### A vista
Ha scalato fino al 7c a vista.

## Alpinismo

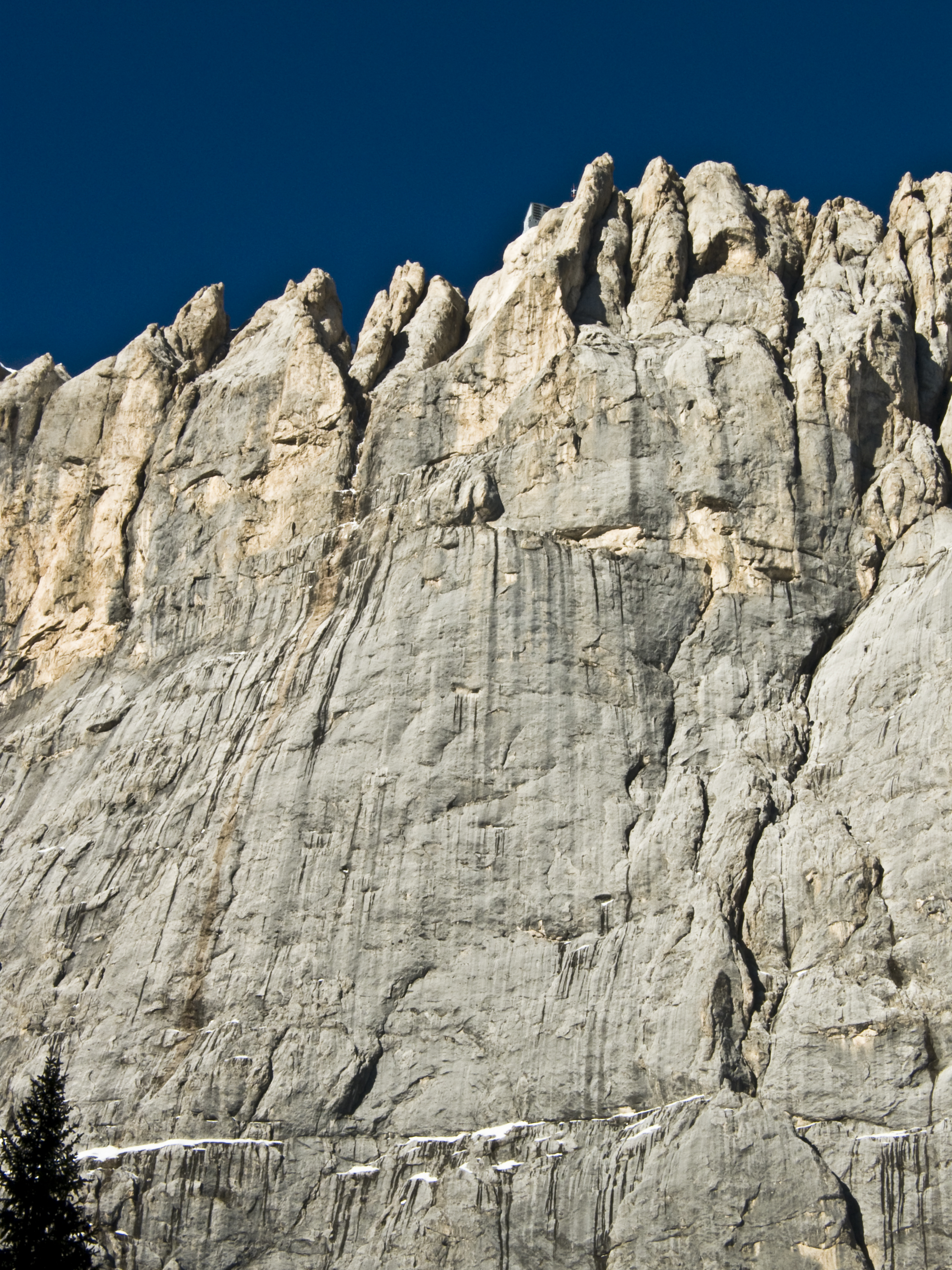
La parete sud della Marmolada d'Ombretta su cui salgono Abrakadabra e Attraverso il Pesce (la cengia a forma di pesce è ben visibile al centro della foto)

- Via dei Fachiri - Cima Scotoni (ITA) - 1977 - Quarta salita
- Bellenzier - Torre Alleghe (ITA) - 1977 - Terza salita
- Irma - Gruppo del Sella/Piz Ciavazes (ITA) - 1978 - Solitaria
- Via Messner - Sass dla Crusc/Pilastro di Mezzo - 16 luglio 1978 - Seconda salita, con variante, con Heinz Mariacher[1]
- Via Messner - Sass dla Crusc/Pilastro di Mezzo - 16 settembre 1979 - Quarta salita con Hainz Mariacher e prima salita in libera per Mariacher[1]
- Salathé - El Capitan (USA) - 1980 - Salita con Heinz Mariacher
- Abrakadabra - Marmolada (ITA) - 1980 - Prima salita con Heinz Mariacher
- Tempi moderni - Marmolada (ITA) - 1982 - Prima salita con Heinz Mariacher[2]
- Attraverso il Pesce - Marmolada (ITA) - 1984 - Seconda salita con Heinz Mariacher, Bruno Pederiva e Maurizio Zanolla, in tre giorni, non in libera[3]
- Tempi modernissimi - Sass delle Undes (ITA) - 1986 - Prima salita con Heinz Mariacher[4]

## Media e divulgazione
È sponsorizzata da Scarpa 